# Georg Kunoth

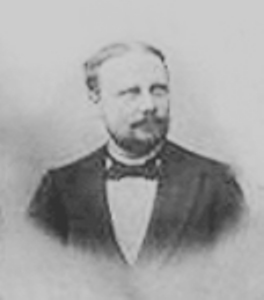
Georg Kunoth

Georg Kunoth (* 17. Februar 1863 in Bremen; † 9. September 1927 in Wiesbaden) war ein deutscher Komponist, Journalist, Politiker (Deutsche Demokratische Partei) und Chefredakteur der Bremer Nachrichten.

## Biografie
Kunoth war der Sohn eines Kaufmanns und Journalisten. Er absolvierte die Realschule in Bremen und danach eine kaufmännische Lehre in einer Baumwollfirma. Beim Wollimporthaus Kulenkampff & Konitzky war er als Handlungsgehilfe tätig. 1887 wurde er Berichterstatter beim Bremer Courier und dann von 1889 bis 1895 Lokalredakteur beim politisch-merkantilen Handelsblatt Weser-Zeitung. Von 1895 bis 1899 war er Lokalredakteur bei den Bremer Nachrichten und vom 20. Mai 1899 bis zum 4. April 1927 Chefredakteur der Zeitung.
Nebenbei schrieb er kleine Geschichten, Gedichte und Musikstücke sowie Kriegs- und Soldatenlieder. Unter anderem vertonte er das 1870 entstandene Gedicht Der Bremer Schlüssel des Bremer Kaufmanns und Politikers Hermann Frese, das mit der von ihm geschaffenen Melodie zur inoffiziellen Bremer Hymne wurde. 1899 komponierte er eine Märchenoper mit dem Titel Frau Holle.
Aus seiner Feder stammen auch Text und Melodie zu dem Trinklied Ein Prosit der Gemütlichkeit, dessen Refrain durch den Nürnberger Wirt Georg Lang 1898 aufs Münchner Oktoberfest kam, und das nach einer Untersuchung der GEMA 2017 der meistgespielte Titel auf der Wiesn war. Die mitunter unbelegt in der Presse auftauchende Meldung, der Chemnitzer Bernhard Traugott Dietrich sei der Komponist, wobei immer nur vom Refrain die Rede ist, dürfte durch das Notenblatt aus einem Burschenliederbuch mit Autorisierung durch Kunoth widerlegt sein.
Von 1900 bis 1924 war Kunoth Mitglied der Bremer Bürgerschaft. 1920 trat er in die liberale Deutsche Demokratische Partei (DDP) ein. Er verstarb 1927 während einer Kur in Wiesbaden.